# Breakthrough Prize in Life Sciences
O Breakthrough Prize in Life Sciences (BPLS - Prêmio Rompendo Fronteiras em Ciências da Vida) é um prêmio fundado por Arthur Levinson da Apple, Sergey Brin do Google, Mark Zuckerberg e sua esposa Priscilla Chan do Facebook, e Anne Wojcicki e Yuri Milner da 23andMe, em reconhecimento a pesquisas de excelência para a cura de doenças atualmente sem tratamento adequado e para o prolongamento da vida humana.
Os fundadores responsáveis pela parte financeira do prêmio incluem Sergey Brin e Anne Wojcicki, Mark Zuckerberg, Priscilla Chan, e Yuri Milner, que decidiram coletivamente estabelecer até 6 prêmios anuais de US$ 3 milhões cada um. No seu ano de estabelecimento, 2013, foram concedidos 11 prêmios, totalizando 33 milhões de dólares. Estes 11 primeiros laureados, assim como os laureados por eles indicados, constituem o comitê avaliador do BPLS.

## Laureados 2013
11 laureados inaugurais foram anunciados em 2013. Cada um recebeu 3 milhões de dólares.
| Ano  | N.º | Imagem | Nome                  | País                   | Citação |
| ---- | --- | ------ | --------------------- | ---------------------- | --- |
| 2013 | 1   |        | Cornelia Bargmann     | Estados Unidos         | Pela genética dos circuitos neurais e seu comportamento, e moléculas sinápticas.                                                                                              |
| 2013 | 2   |        | David Botstein        | Estados Unidos         | Por ligar o mapeamento da doença mendeliana em humanos usando polimorfismos do DNA.                                                                                           |
| 2013 | 3   |        | Lewis Cantley         | Estados Unidos         | Pela descoberta do PI 3-Kinase e seu papel no metabolismo do câncer. |
| 2013 | 4   |        | Hans Clevers          | Países Baixos          | Por descrever o papel do WNT sinalizando no tecido de células-tronco e câncer.                                                                                                |
| 2013 | 5   |        | Titia de Lange        | Países Baixos          | Por pesquisar os telômeros, iluminando como eles protegem o final do cromossomo e seu papel na instabilidade do genoma.                                                       |
| 2013 | 6   |        | Napoleone Ferrara     | Itália, Estados Unidos | Por descobertas sobre os mecanismos da angiogênese que levou a terapias para o câncer e doenças ópticas.                                                                      |
| 2013 | 7   |        | Eric Lander           | Estados Unidos         | Pela descoberta de princípios gerais de identificação de genomas de doença humana, possibilitando sua aplicação no mapeamento genético, físico e sequencial do genoma humano. |
| 2013 | 8   |        | Charles Sawyers       | Estados Unidos         | Por genomas cancerígenos e terapia-alvo. |
| 2013 | 9   |        | Bert Vogelstein       | Estados Unidos         | Por genomas cancerígenos e genes supressores tumorais. |
| 2013 | 10  |        | Robert Allan Weinberg | Estados Unidos         | Pela caracterização de genes humanos cancerígenos. |
| 2013 | 11  |        | Shinya Yamanaka       | Japão                  | Por induzir células-tronco pluripotentes. |

## Laureados 2014
Os laureados de 2014 foram:
| Ano  | N.º | Imagem | Nome                     | País                   | Citação |
| ---- | --- | ------ | ------------------------ | ---------------------- | ------- |
| 2014 | 12  |        | James Patrick Allison    | Estados Unidos         |         |
| 2014 | 13  |        | Mahlon DeLong            | Estados Unidos         |         |
| 2014 | 14  |        | Michael Nip Hall         | Estados Unidos         |         |
| 2014 | 15  |        | Robert Langer            | Estados Unidos         |         |
| 2014 | 16  |        | Richard Priestley Lifton | Estados Unidos         |         |
| 2014 | 17  |        | Alexander Varshavsky     | Rússia, Estados Unidos |         |

## Laureados 2015
Os laureados de 2015 foram:
| Ano  | N.º | Imagem | Nome                   | País           | Citação |
| ---- | --- | ------ | ---------------------- | -------------- | ------- |
| 2015 | 18  |        | Alim-Louis Benabid     | França         |         |
| 2015 | 19  |        | Charles David Allis    | Estados Unidos |         |
| 2015 | 20  |        | Victor Ambros          | Estados Unidos |         |
| 2015 | 21  |        | Gary Ruvkun            | Estados Unidos |         |
| 2015 | 22  |        | Jennifer Doudna        | Estados Unidos |         |
| 2015 | 23  |        | Emmanuelle Charpentier | França         |         |

## Laureados 2016
Os laureados de 2016 foram:
| Ano  | N.º | Imagem | Nome            | País           | Citação |
| ---- | --- | ------ | --------------- | -------------- | --- |
| 2016 | 24  |        | Edward Boyden   | Estados Unidos | Pelo desenvolvimento e aplicação da optogenética                                                                         |
| 2016 | 25  |        | Karl Deisseroth | Estados Unidos | Pelo desenvolvimento e aplicação da optogenética                                                                         |
| 2016 | 26  |        | John Hardy      | Reino Unido    | Pela descoberta de mutações em proteína precursora de amiloide como causa do surgimento prematuro da doença de Alzheimer |
| 2016 | 27  |        | Helen Hobbs     | Estados Unidos | Pela descoberta de variações genéticas que influenciam sobre o nível do colesterol                                       |
| 2016 | 28  |        | Svante Pääbo    | Suécia         | Pelo sequenciamento de DNAs antigos (paleogenética)                                                                      |

## Laureados 2017
Os laureados de 2017 foram:
| Ano  | N.º | Imagem | Nome             | País                           | Citação |
| ---- | --- | ------ | ---------------- | ------------------------------ | --- |
| 2017 | 29  |        | Stephen Elledge  | Estados Unidos                 | Por elucidar como as células eucarióticas percebem e respondem aos danos em seu DNA e fornecem insights sobre o desenvolvimento e tratamento do câncer |
| 2017 | 30  |        | Harry Noller     | Estados Unidos                 | Por descobrir a centralidade do RNA na formação dos centros ativos do ribossomo, a maquinaria fundamental da síntese proteica em todas as células, conectando a biologia moderna à origem da vida e também explicando como muitos antibióticos naturais interrompem a síntese de proteínas |
| 2017 | 31  |        | Roeland Nusse    | Países Baixos · Estados Unidos | Por suas pesquisas pioneiras sobre a via de sinalização Wnt, um dos sistemas cruciais de sinalização intercelular em biologia do desenvolvimento, do câncer e de células-tronco |
| 2017 | 32  |        | Yoshinori Ohsumi | Japão                          | Por elucidar a autofagia, o sistema de reciclagem que as células usam para gerar nutrientes de seus próprios componentes não essenciais ou danificados |
| 2017 | 33  |        | Huda Zoghbi      | Estados Unidos                 | Por descobertas das causas genéticas e mecanismos bioquímicos de ataxia espinocerebelar e síndrome de Rett, descobertas que forneceram informações sobre a patogênese de doenças neurodegenerativas e neurológicas                                                                         |

## Laureados 2018
Os laureados de 2018 foram:
| Ano  | N.º | Imagem | Nome             | País                      | Citação |
| ---- | --- | ------ | ---------------- | ------------------------- | --- |
| 2018 | 34  |        | Joanne Chory     | Estados Unidos            | Por descobrir como as plantas otimizam seu crescimento, desenvolvimento e estrutura celular para transformar a luz solar em energia química |
| 2018 | 35  |        | Peter Walter     | Alemanha · Estados Unidos | Por elucidar a resposta proteica desdobrada, um sistema de controle de qualidade celular que detecta proteínas desdobradas causadoras de doenças e direciona as células a tomar medidas corretivas                                                            |
| 2018 | 36  |        | Kazutoshi Mori   | Japão                     | Por elucidar a resposta proteica desdobrada, um sistema de controle de qualidade celular que detecta proteínas desdobradas causadoras de doenças e direciona as células a tomar medidas corretivas                                                            |
| 2018 | 37  |        | Kim Nasmyth      | Inglaterra                | Por elucidar o sofisticado mecanismo que medeia a perigosa separação de cromossomos duplicados durante a divisão celular, prevenindo assim doenças genéticas como o câncer                                                                                    |
| 2018 | 38  |        | Don W. Cleveland | Estados Unidos            | Por elucidar a patogênese molecular de um tipo de esclerose lateral amiotrófica (ELA) hereditária, incluindo o papel da glia na neurodegeneração, e por estabelecer a terapia de oligonucleotídeo antissenso em modelos animais de ELA e doença de Huntington |

## Laureados 2019
Os laureados de 2019 foram:
| Ano  | N.º | Imagem | Nome                  | País           | Citação |
| ---- | --- | ------ | --------------------- | -------------- | --- |
| 2019 | 39  |        | C. Frank Bennett      | Estados Unidos | Pelo desenvolvimento de uma terapia de oligonucleótidos antisentido eficaz para crianças com a doença neurodegenerativa atrofia muscular espinal                                   |
| 2019 | 40  |        | Adrian Robert Krainer | Estados Unidos | pelo desenvolvimento de uma terapia de oligonucleótidos antisentido eficaz para crianças com a doença neurodegenerativa atrofia muscular espinal                                   |
| 2019 | 41  |        | Angelika Amon         | Estados Unidos | por determinar as consequências da aneuploidia, um número anormal de cromossomos resultante da má segregação dos cromossomos                                                       |
| 2019 | 42  |        | Xiaowei Zhuang        | Estados Unidos | por descobrir estruturas ocultas nas células, desenvolvendo imagens de super-resolução - um método que transcende o limite fundamental de resolução espacial da microscopia de luz |
| 2019 | 43  |        | Zhijian James Chen    | Estados Unidos | por elucidar como o DNA desencadeia respostas imunes e auto-imunes do interior de uma célula através da descoberta da enzima sensível ao DNA cGAS                                  |

## Laureados 2020
Os laureados de 2020 foram:
| Ano  | N.º | Imagem | Nome                     | País           | Citação |
| ---- | --- | ------ | ------------------------ | -------------- | --- |
| 2020 | 44  |        | Jeffrey Michael Friedman | Estados Unidos | pela descoberta de um novo sistema endócrino através do qual o tecido adiposo sinaliza ao cérebro para regular a ingestão de alimentos |
| 2020 | 45  |        | Franz-Ulrich Hartll      | Alemanha       | por descobrir funções de chaperonas moleculares na mediação do dobramento de proteínas e prevenção da agregação de proteínas |
| 2020 | 46  |        | Arthur Horwich           | Estados Unidos | por descobrir funções de chaperonas moleculares na mediação do dobramento de proteínas e prevenção da agregação de proteínas |
| 2020 | 47  |        | David Julius             | Estados Unidos | por descobrir moléculas, células e mecanismos subjacentes à sensação de dor |
| 2020 | 48  |        | Virginia Man-Yee Lee     | Estados Unidos | por descobrir agregados de proteína TDP43 na demência frontotemporal e esclerose lateral amiotrófica, e revelar que diferentes formas de alfa-sinucleína, em diferentes tipos de células, estão na base da doença de Parkinson e atrofia de múltiplos sistemas |

## Laureados 2021
Os laureados de 2021 foram:
| Ano  | N.º | Imagem | Nome                | País           | Citação |
| ---- | --- | ------ | ------------------- | -------------- | --- |
| 2021 | 49  |        | David Baker         | Estados Unidos | pelo desenvolvimento de tecnologia que permitiu o projeto de proteínas nunca antes vistas na natureza, incluindo novas proteínas com potencial de intervenção terapêutica em doenças humanas                                                                |
| 2021 | 50  |        | Catherine Dulac     | França         | por desconstruir o comportamento complexo da paternidade ao nível dos tipos de células e suas conexões, e demonstrar que os circuitos neurais que governam os comportamentos parentais específicos para homens e mulheres estão presentes em ambos os sexos |
| 2021 | 51  |        | Dennis Lo           | China          | por descobrir que o DNA fetal está presente no sangue materno e pode ser usado para o teste pré-natal de trissomia do cromossomo 21 e outras doenças genéticas                                                                                              |
| 2021 | 52  |        | Richard James Youle | Estados Unidos | por elucidar uma via de controle de qualidade que limpa mitocôndrias danificadas e, assim, protege contra a doença de Parkinson |